# Dolichiscus brandtae
Dolichiscus brandtae is een pissebed uit de familie Austrarcturellidae. De wetenschappelijke naam van de soort is voor het eerst geldig gepubliceerd in 1997 door Pirez & Sumida.